# Materdomini Volley 2015-2016
Questa voce raccoglie le informazioni riguardanti la Materdomini Volley nelle competizioni ufficiali della stagione 2015-2016.

## Stagione
La stagione 2015-16 è per la Materdomini Volley la nona, la terza consecutiva, in Serie A2: l'allenatore è ancora Vincenzo Fanizza, mentre la rosa, oltre all'innesto di tre giocatori dalle giovanili, si definisce l'acquisto di Lorenzo Bonetti, Simmaco Tartaglione, Simone Scoppelliti e Vincenzo Tamburo, ceduto a metà stagione, sostituito da Andrea Galaverna; tra le cessioni si segnalano quelle di Vincenzo Spadavecchia, Maurizio Castellano, Michele Morelli, Alessandro Bevilacqua e Luca Marzo, mentre tra le conferme quelle di Alessandro Giosa, Alessandro Primavera e Matteo Pedron.
Il campionato inizia con tre sconfitte consecutive: la prima vittoria arriva alla quarta giornata contro la Pallavolo Impavida Ortona, seguita da un altro successo questa volta sul campo dell'Emma Villas Volley; nel resto del girone di andata il club di Castellana Grotte riesce ad aggiudicarsi altre due partite, alla nona giornata contro la Pallavolo Azzurra Alessano e alla dodicesima giornata contro la Callipo Sport, chiudendo al nono posto in classifica, appena fuori dalla zona di qualificazione per la Coppa Italia di Serie A2. Il girone di ritorno si apre con due stop di fila, seguiti poi da tre vittorie tutte per 3-2: nel resto del campionato la squadra pugliese otterrà soltanto sconfitte, chiudendo la regular season al tredicesimo posto, fuori dai play-off promozione.

## Organigramma societario
Area direttiva
- Presidente: Michele Miccolis
- Vicepresidente: Donato Sabatelli
- Segreteria generale: Luciano Magno

Area organizzativa
- Direttore sportivo: Vito Primavera
- Dirigente: Nicola Basalto, Dario Laruccia, Domenico Lorizio
- Responsabile progetto giovani: Antonella Impedovo

Area tecnica
- Allenatore: Vincenzo Fanizza
- Allenatore in seconda: Franco Castiglia
- Scout man: Matteo Pastore
- Assistente allenatore: Antonello D'Alessandro, Giuseppe Gasbarro
- Responsabile settore giovanile: Catia Bonfiglio
- Direttore tecnico settore giovanile: Vincenzo Fanizza

Area comunicazione
- Ufficio stampa: Antonio Minoia

Area marketing
- Ufficio marketing: Solcom SRL

Area sanitaria
- Staff Medico: Francesco Boggia
- Medico: Egidio Dalena
- Preparatore atletico: Luigi Di Tano
- Fisioterapista: Angela Amodio

## Rosa
| N° | Nome                 | Ruolo | Data di nascita   | Nazionalità sportiva |
| -- | -------------------- | ----- | ----------------- | -------------------- |
| 1  | Andrea Bulfon        | S     | 14 dicembre 1996  | Italia               |
| 2  | Antonio Ratano       | L     | 26 marzo 1997     | Italia               |
| 3  | Giovanni Gargiulo    | C     | 1º gennaio 1999   | Italia               |
| 4  | Pietro Latorre       | P     | 14 settembre 1994 | Italia               |
| 5  | Alessandro Nero      | L     | 8 marzo 1997      | Italia               |
| 6  | Giovanni Primavera   | L     | 29 febbraio 1992  | Italia               |
| 7  | Simone Scopelliti    | C     | 6 aprile 1994     | Italia               |
| 8  | Alessandro Primavera | S     | 1º giugno 1995    | Italia               |
| 9  | Michele De Serio     | C     | 30 settembre 1996 | Italia               |
| 10 | Simmaco Tartaglione  | S     | 11 febbraio 1994  | Italia               |
| 11 | Vincenzo Tamburo     | S/O   | 30 gennaio 1994   | Italia               |
| 11 | Andrea Galaverna     | S/O   | 18 febbraio 1994  | Italia               |
| 12 | Matteo Pedron        | P     | 14 luglio 1992    | Italia               |
| 13 | Lorenzo Bonetti      | S     | 21 gennaio 1988   | Italia               |
| 14 | Alessandro Giosa     | C     | 5 agosto 1977     | Italia               |
| 15 | Floride Ntotila      | S     | 6 giugno 1997     | Italia               |

## Mercato
| Acquisti | Acquisti            | Acquisti           | Acquisti   |
| R.       | Nome                | da                 | Modalità   |
| -------- | ------------------- | ------------------ | ---------- |
| S        | Lorenzo Bonetti     | Milano             | definitivo |
| S        | Andrea Bulfon       | Lube               | definitivo |
| S/O      | Andrea Galaverna    | Powervolley Milano | prestito   |
| C        | Giovanni Gargiulo   | giovanili          | definitivo |
| S        | Floride Ntotila     | giovanili          | definitivo |
| L        | Giovanni Primavera  | Tuscania           | definitivo |
| L        | Antonio Ratano      | giovanili          | definitivo |
| C        | Simone Scopelliti   | Cinquefrondi       | definitivo |
| S/O      | Vincenzo Tamburo    | Libertas Brianza   | definitivo |
| S        | Simmaco Tartaglione | Potentino          | definitivo |

| Cessioni | Cessioni              | Cessioni   | Cessioni   |
| R.       | Nome                  | a          | Modalità   |
| -------- | --------------------- | ---------- | ---------- |
| S        | Alessandro Bevilacqua | Tricolore  | definitivo |
| S        | Maurizio Castellano   | Real Gioia | definitivo |
| C        | Alessandro Cirocco    | ?          | definitivo |
| S/O      | Luca Marzo            | Alessano   | definitivo |
| S/O      | Michele Morelli       | Marconi    | definitivo |
| L        | Giovanni Primavera    | Tuscania   | definitivo |
| S        | Mattia Sorrenti       | Morciano   | definitivo |
| C        | Vincenzo Spadavecchia | Molfetta   | definitivo |

## Risultati

### Serie A2

#### Girone di andata
| 1ª giornata - 25 ottobre 2015 Palazzetto dello Sport, Roma           | Club Italia       | 3 - 2 | Materdomini       | 21-25, 25-19, 24-26, 25-18, 15-10 |
| 2ª giornata - 1º novembre 2015 PalaGrotte, Castellana Grotte         | Materdomini       | 1 - 3 | Tricolore         | 27-29, 25-19, 23-25, 23-25        |
| 3ª giornata - 8 novembre 2015 PalaParini, Cantù                      | Libertas Brianza  | 3 - 2 | Materdomini       | 25-21, 23-25, 25-21, 24-26, 15-6  |
| 4ª giornata - 15 novembre 2015 PalaGrotte, Castellana Grotte         | Materdomini       | 3 - 1 | Impavida Ortona   | 22-25, 25-18, 25-22, 25-18        |
| 5ª giornata - 22 novembre 2015 PalaEstra, Siena                      | Emma Villas       | 1 - 3 | Materdomini       | 25-23, 19-25, 22-25, 23-25        |
| 6ª giornata - 29 novembre 2015 Palazzetto dello Sport, Montefiascone | Tuscania          | 3 - 0 | Materdomini       | 32-30, 25-23, 25-18               |
| 7ª giornata - 5 dicembre 2015 PalaGrotte, Castellana Grotte          | Materdomini       | 1 - 3 | Mondovì           | 18-25, 25-12, 19-25, 18-25        |
| 8ª giornata - 8 dicembre 2015 PalaSanFilippo, Brescia                | Atlantide Brescia | 3 - 2 | Materdomini       | 25-19, 25-14, 16-25, 28-30, 16-14 |
| 9ª giornata - 13 dicembre 2015 PalaGrotte, Castellana Grotte         | Materdomini       | 3 - 1 | Alessano          | 25-15, 14-25, 25-17, 25-23        |
| 10ª giornata - 16 dicembre 2015 PalaGrotte, Castellana Grotte        | Materdomini       | 1 - 3 | Civita Castellana | 23-25, 25-18, 29-31, 14-25        |
| 11ª giornata - 20 dicembre 2015 PalaPolsinelli, Sora                 | Argos             | 3 - 0 | Materdomini       | 25-17, 25-19, 25-17               |
| 12ª giornata - 27 dicembre 2015 PalaGrotte, Castellana Grotte        | Materdomini       | 3 - 1 | Callipo           | 25-22, 22-25, 26-24, 25-19        |
| 13ª giornata - 3 gennaio 2016 PalaPrincipi, Potenza Picena           | Potentino         | 3 - 2 | Materdomini       | 21-25, 31-29, 25-14, 16-25, 15-12 |

#### Girone di ritorno
| 14ª giornata - 6 gennaio 2016 PalaGrotte, Castellana Grotte      | Materdomini       | 1 - 3 | Club Italia       | 19-25, 19-25, 25-15, 19-25        |
| 15ª giornata - 10 gennaio 2016 PalaBigi, Reggio nell'Emilia      | Tricolore         | 3 - 1 | Materdomini       | 25-18, 25-21, 17-25, 25-23        |
| 16ª giornata - 17 gennaio 2016 PalaGrotte, Castellana Grotte     | Materdomini       | 3 - 2 | Libertas Brianza  | 25-20, 25-17, 21-25, 23-25, 15-13 |
| 17ª giornata - 23 gennaio 2016 Palasport Comunale, Ortona        | Impavida Ortona   | 2 - 3 | Materdomini       | 25-18, 25-20, 20-25, 15-25, 13-15 |
| 18ª giornata - 31 gennaio 2016 PalaGrotte, Castellana Grotte     | Materdomini       | 3 - 2 | Emma Villas       | 25-20, 14-25, 31-29, 16-25, 16-14 |
| 19ª giornata - 14 febbraio 2016 PalaGrotte, Castellana Grotte    | Materdomini       | 0 - 3 | Tuscania          | 17-25, 21-25, 23-25               |
| 20ª giornata - 20 febbraio 2016 PalaManera, Mondovì              | Mondovì           | 3 - 2 | Materdomini       | 14-25, 25-19, 26-24, 23-25, 15-13 |
| 21ª giornata - 27 febbraio 2016 PalaGrotte, Castellana Grotte    | Materdomini       | 0 - 3 | Atlantide Brescia | 20-25, 20-25, 21-25               |
| 22ª giornata - 5 marzo 2016 Palazzetto dello Sport, Tricase      | Alessano          | 3 - 2 | Materdomini       | 23-25, 25-20, 25-22, 19-25, 20-18 |
| 23ª giornata - 9 marzo 2016 Palazzetto dello Sport, Monterotondo | Civita Castellana | 3 - 0 | Materdomini       | 25-17, 25-21, 25-21               |
| 24ª giornata - 13 aprile 2016 PalaGrotte, Castellana Grotte      | Materdomini       | 0 - 3 | Argos             | 19-25, 20-25, 25-27               |
| 25ª giornata - 20 marzo 2016 PalaValentia, Vibo Valentia         | Callipo           | 3 - 1 | Materdomini       | 22-25, 25-21, 25-16, 25-15        |
| 26ª giornata - 27 marzo 2016 PalaGrotte, Castellana Grotte       | Materdomini       | 0 - 3 | Potentino         | 22-25, 21-25, 25-27               |

## Statistiche

### Statistiche di squadra
| Competizione | Punti | In casa | In casa | In casa | In trasferta | In trasferta | In trasferta | Totale | Totale | Totale |
| Competizione | Punti | G       | V       | P       | G            | V            | P            | G      | V      | P      |
| ------------ | ----- | ------- | ------- | ------- | ------------ | ------------ | ------------ | ------ | ------ | ------ |
| Serie A2     | 24    | 13      | 5       | 8       | 13           | 2            | 11           | 26     | 7      | 19     |
| Totale       | -     | 13      | 5       | 8       | 13           | 2            | 11           | 26     | 7      | 19     |

G = partite giocate; V = partite vinte; P = partite perse

### Statistiche dei giocatori
| Giocatore      | Serie A2 | Serie A2 | Serie A2 | Serie A2 | Serie A2 | Totale | Totale | Totale | Totale | Totale |
| Giocatore      | P        | PT       | AV       | MV       | BV       | P      | PT     | AV     | MV     | BV     |
| -------------- | -------- | -------- | -------- | -------- | -------- | ------ | ------ | ------ | ------ | ------ |
| L. Bonetti     | 26       | 405      | 334      | 48       | 23       | 26     | 405    | 334    | 48     | 23     |
| A. Bulfon      | 21       | 79       | 68       | 9        | 2        | 21     | 79     | 68     | 9      | 2      |
| M. De Serio    | 3        | 8        | 4        | 3        | 1        | 3      | 8      | 4      | 3      | 1      |
| A. Galaverna   | 18       | 248      | 220      | 19       | 9        | 18     | 248    | 220    | 19     | 9      |
| G. Gargiulo    | 0        | 0        | 0        | 0        | 0        | 0      | 0      | 0      | 0      | 0      |
| A. Giosa       | 25       | 146      | 97       | 36       | 13       | 25     | 146    | 97     | 36     | 13     |
| P. Latorre     | 11       | 1        | 1        | 0        | 0        | 11     | 1      | 1      | 0      | 0      |
| A. Nero        | 24       | -        | -        | -        | -        | 24     | -      | -      | -      | -      |
| F. Ntotila     | 0        | 0        | 0        | 0        | 0        | 0      | 0      | 0      | 0      | 0      |
| M. Pedron      | 26       | 80       | 36       | 29       | 15       | 26     | 80     | 36     | 29     | 15     |
| A. Primavera   | 24       | 7        | 5        | 0        | 2        | 24     | 7      | 5      | 0      | 2      |
| G. Primavera   | 18       | -        | -        | -        | -        | 18     | -      | -      | -      | -      |
| A. Ratano      | 1        | -        | -        | -        | -        | 1      | -      | -      | -      | -      |
| S. Scopelliti  | 26       | 166      | 89       | 61       | 16       | 26     | 166    | 89     | 61     | 16     |
| V. Tamburo     | 4        | 66       | 53       | 10       | 3        | 4      | 66     | 53     | 10     | 3      |
| S. Tartaglione | 26       | 414      | 335      | 52       | 27       | 26     | 414    | 335    | 52     | 27     |

P = presenze; PT = punti totali; AV = attacchi vincenti; MV = muri vincenti; BV = battute vincenti